# Claudine (souveraine de Monaco)
Pour les articles homonymes, voir Claudine.
Claudine de Monaco (italien : Claudina Grimaldi), née en 1451 et morte le 19 novembre 1515, fut la souveraine de Monaco de juillet 1457 au 16 mars 1458.

## Biographie
Elle est la fille du précédent souverain de Monaco, Catalan de Monaco.
Elle épouse le 29 août 1465 Lamberto Grimaldi son lointain cousin au 16e ou 17e degré.
Fille de Bianca Del Carretto et Catalan de Monaco. Elle donne naissance à Augustin Grimaldi, Lucien de Monaco et Jean II.

## Armoiries
| Blason | Blasonnement : Fuselé d'argent et de gueules. |